# Bombardier Recreational Products

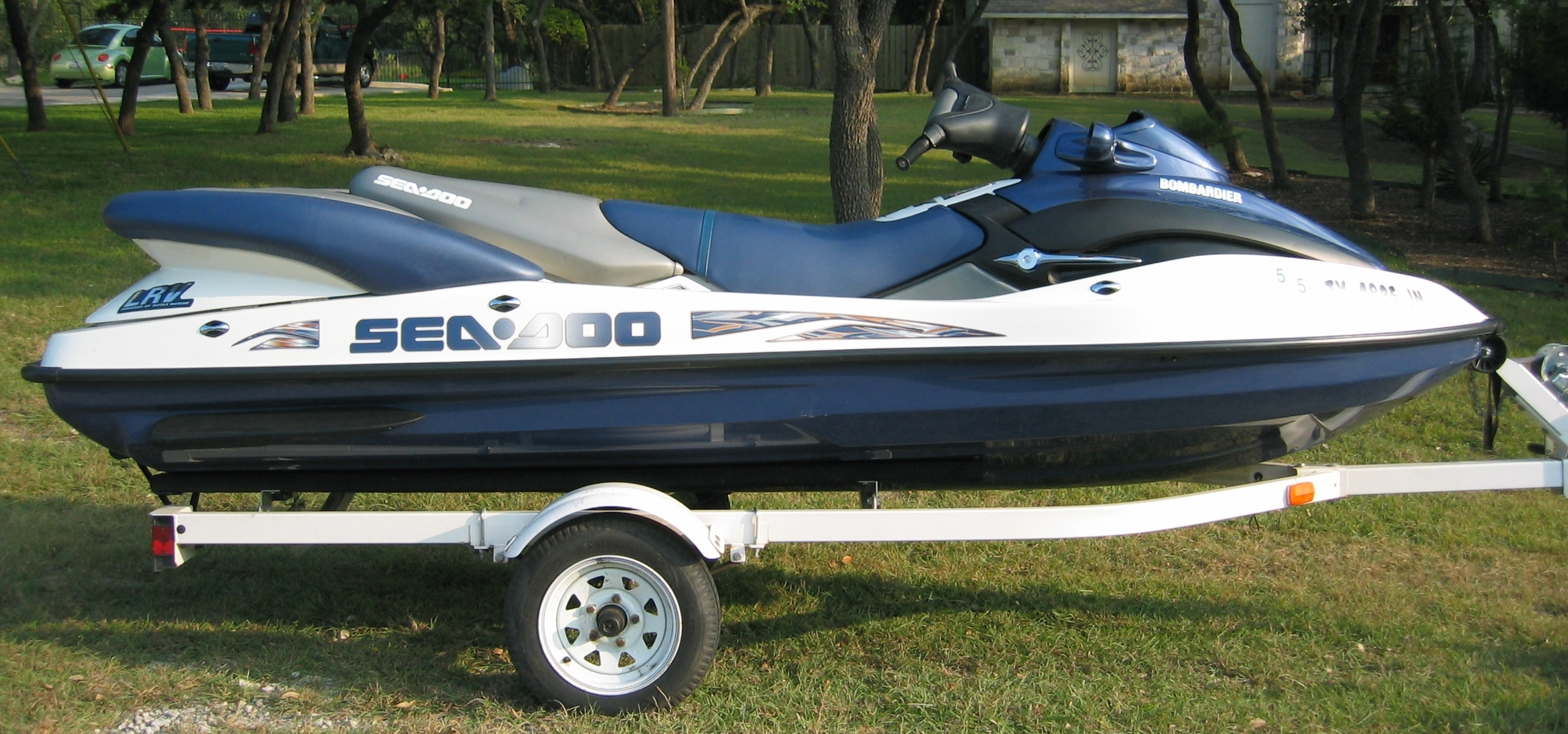
Sea-Doo

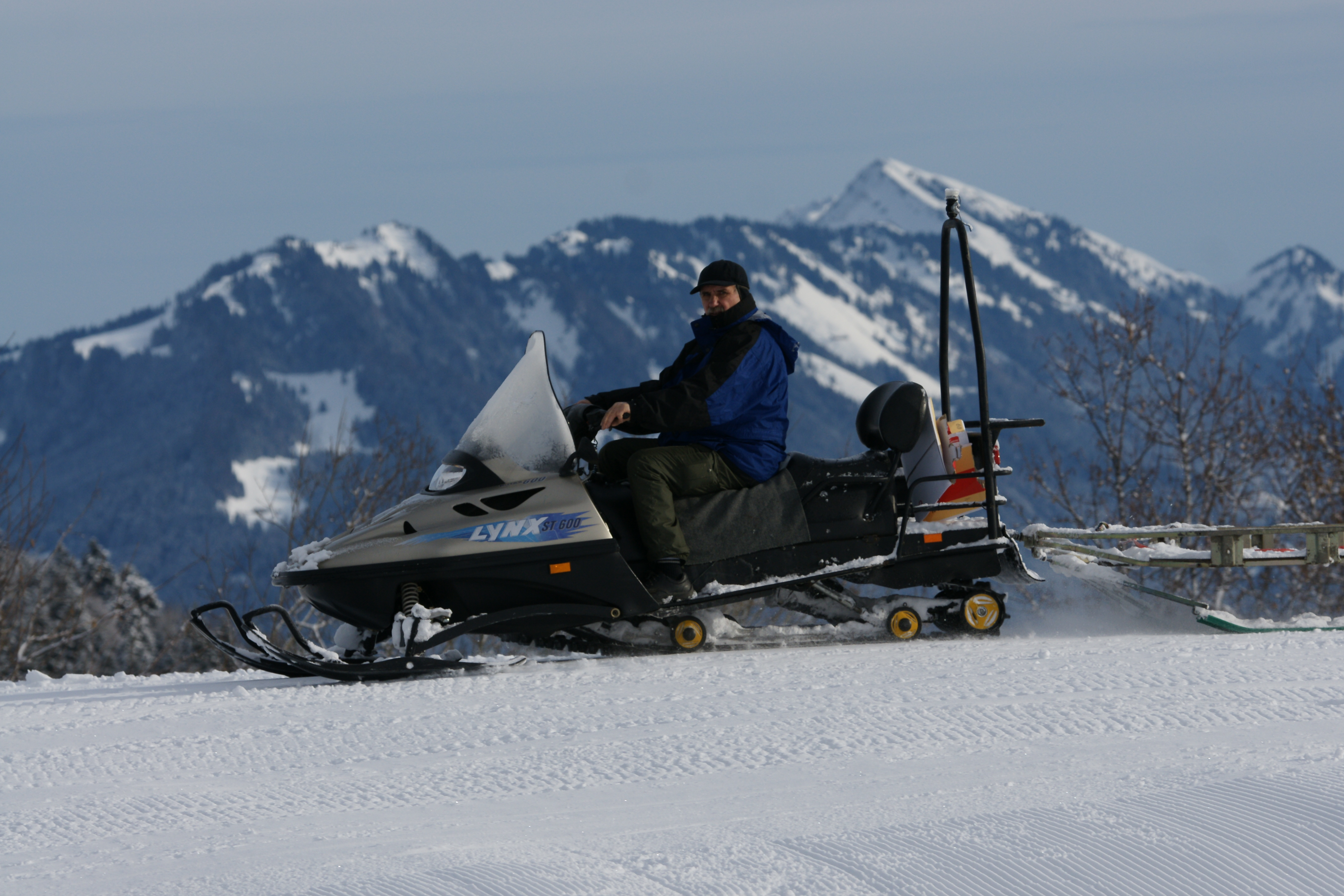
Schneemobil Lynx ST600

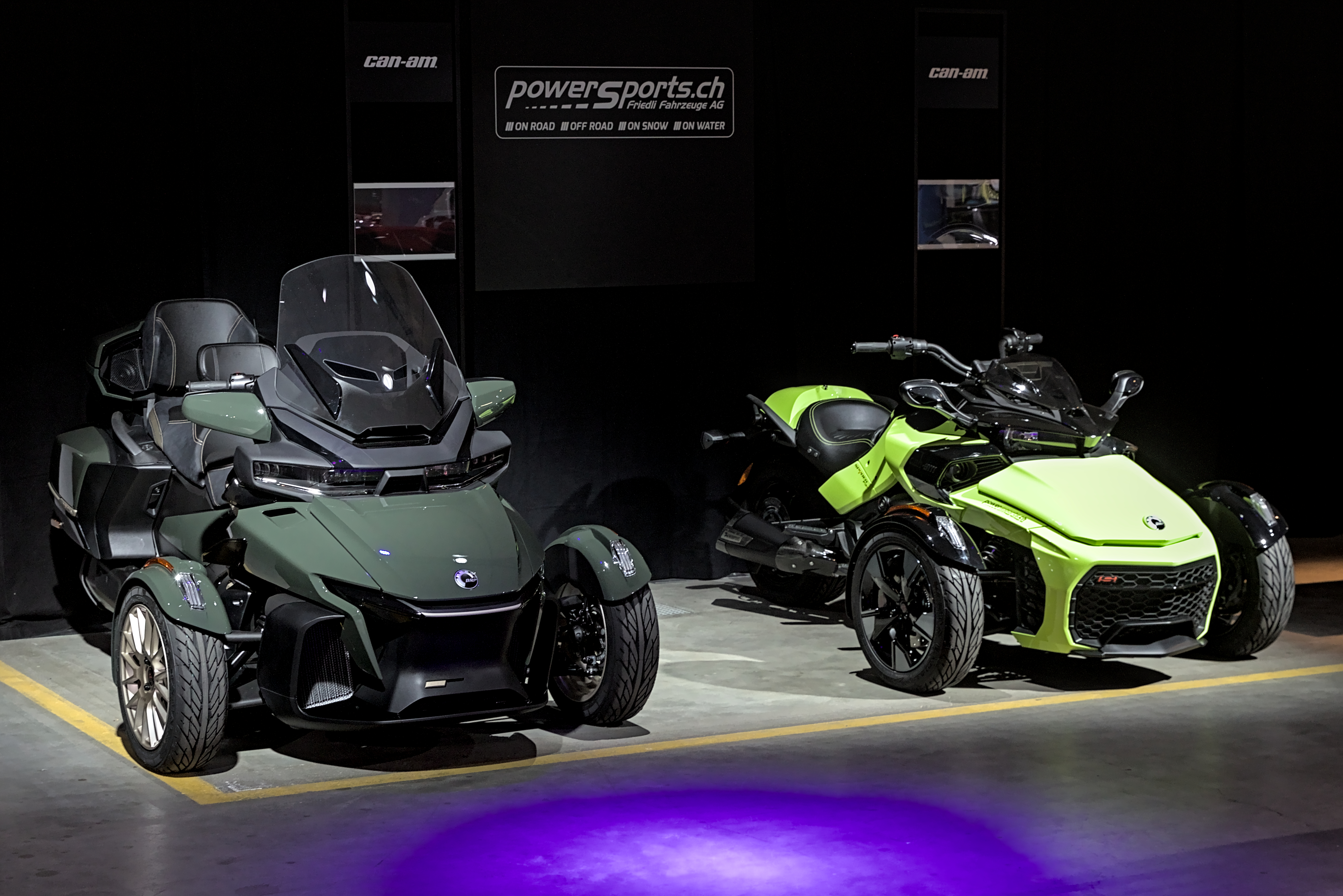
Can-Am On-Road auf der Auto Zürich 2023

Bombardier Recreational Products (BRP) oder Bombardier Produits Récréatifs ist ein kanadisches Unternehmen mit Sitz in Valcourt (Le Val-Saint-François), das diverse Land- und Wasserfahrzeuge sowie deren Motoren herstellt.

## Geschichte
BRP wurde 2003 aus Bombardier herausgelöst und von der Familie Bombardier und einer Investorengruppe als eigenständiges Unternehmen gekauft. Im Juni 2006 eröffnete BRP Niederlassungen in Spanien, Deutschland, Belgien, den Niederlanden, Luxemburg, dem Vereinigten Königreich und Irland. 2007 wurde von BRP mit dem Can-Am Spyder das erste Trike mit einem zentralen Hinterrad auf den Markt gebracht und gleichzeitig die ATV-Sparte in Can-Am umbenannt. Im selben Jahr wurde ein neues Werk in Juarez eröffnet, in dem die Can-Am Outlander und Renegade sowie Rotax-Motoren hergestellt werden. In Österreich wurde 2008 eine erste Niederlassung eröffnet. Am 16. Juni 2008 eröffnete BRP das „Center de Technologies Avancées“ an der Université de Sherbrooke, am 10. September das „Laurent Beaudoin Design & Innovation Center“, an dem Mitarbeiter aus über 15 Nationen arbeiten und das bis 2020 mehr als 75 internationale Design- und Innovationspreise erhielt. 2012 eröffnete BRP eine Niederlassung in Shanghai. 2010 stieg BRP in den Markt der Side-by-Sides (Quads, bei denen man neben- statt hintereinander sitzt) ein und ging 2013 an die Börse. Es wurden mehr als zwölf Millionen Aktien zu einem Preis von jeweils 12,50 US-Dollar ausgegeben. 2018 übernahm BRP die Bootshersteller Alumacraft und Manitou. Seit dem 11. September 2018 ist BRP an der NASDAQ vertreten. BRP hält mit Stand 2020 über 1700 Patente für Schneemobil-, Trike-, Sidy-by-Side-, Außenbordmotoren- und Bootstechnik. Im Jahr 2024 wurden zwei Elektoleichtkraftradmodelle angekündigt, die im Jahr 2025 erscheinen sollen.

## Werke
BRP betreibt Werke in Valcourt, Juarez (Juarez 1 und Juarez 2), Santiago de Querétaro, Gunskirchen, Sturtevant (Wisconsin), Coomera, Rovaniemi, Lansing, St. Peter (Minnesota), Spruce Pine (North Carolina) und Arkadelphia.

## Marken
- Ski-Doo (Schneemobile)
- Lynx (Schneemobile)
- Sea-Doo (Jetboote)
- Rotax
- Can-Am Off-Road (All-terrain vehicles, Quads, Side-by-Sides)
- Can-Am On-Road (Can-Am Spyder)
- Alumacraft (Freizeitboote)
- Manitou (Freizeit- und Pontonboote)
- Telwater

Die österreichische Tochtergesellschaft BRP-Rotax stellt unter der Marke Rotax Motoren unter anderem für Luftfahrzeuge, Schneemobile, Aufsitzboote, Quads und Motorräder her.

## Ehemalige Marken
- Evinrude (Außenbordmotoren)
- Johnson (Außenbordmotoren)